# Saint-Thurial
Saint-Thurial (en bretó Sant-Turiav-Porc'hoed, en gal·ló Saent-Turiau) és un municipi francès, situat a la regió de Bretanya, al departament d'Ille i Vilaine. L'any 2006 tenia 1.779 habitants.

## Demografia
| 1962                                       | 1968 | 1975 | 1982  | 1990  | 1999  |
| ------------------------------------------ | ---- | ---- | ----- | ----- | ----- |
| 727                                        | 749  | 772  | 1.020 | 1.273 | 1.485 |
| Des de 1962: població sense dobles comptes |      |      |       |       |       |

## Administració
| Període | Identitat      | Partit |
| ------- | -------------- | ------ |
| 2001-   | Xavier Rolland |        |